# Keylor Navas
Keylor Antonio Navas Gamboa [keiˈloɾ anˈtonjo ˈnaβaz ɡamˈbo.a] (ur. 15 grudnia 1986 w San Isidro) – kostarykański piłkarz, występujący na pozycji bramkarza w meksykańskim klubie Pumas UNAM. W latach 2008–2024 reprezentant Kostaryki, w latach 2021–2024 pełnił rolę kapitana. Uczestnik Mistrzostw Świata 2014, 2018 oraz 2022. Na początku grudnia 2014 otrzymał hiszpańskie obywatelstwo.

## Kariera klubowa
Wychowanek Deportivo Saprissy, której seniorskie barwy reprezentował w latach 2005–2010. W lidze kostarykańskiej zadebiutował 6 listopada 2005 przeciwko Asociación Deportiva Carmelita. Brał udział w rozgrywkach Klubowego Pucharu Świata 2005, gdzie jego zespół zajął trzecie miejsce, zaraz za São Paulo i Liverpoolem. W tym samym roku zwyciężył w rozgrywkach Pucharu Mistrzów CONCACAF, kiedy to Saprissa pokonała w dwumeczu finałowym meksykański UNAM Pumas. Wywalczył też 6 tytułów mistrza Kostaryki (2005–2006, 2006–2007, Apertura 2007, Clausura 2008, Apertura 2008 i Clausura 2010).
W 2009 zatrudnieniem Navasa były zainteresowane amerykańskie Chivas USA i hiszpańskie Albacete Balompié, a w maju 2010 Wisła Kraków. Ostatecznie zawodnik trafił do Albacete Balompié. W 2011 roku został wypożyczony do Levante UD. 3 sierpnia 2014 roku został piłkarzem Realu Madryt. Kwota transferu wyniosła 10 milionów €. W barwach Królewskich zadebiutował 16 sierpnia 2014 roku na Stadionie Narodowym w Warszawie podczas Super Meczu. Oficjalny debiut dla Królewskich rozegrał 23 września przeciwko Elche CF, a jego drużyna wygrała 5:1. Do końca sezonu w lidze rozegrał jeszcze 5 spotkań. W sezonie 2015/16 po odejściu Ikera Casillasa do FC Porto został podstawowym bramkarzem i otrzymał po Hiszpanie numer 1. Rozgrywki ligowe rozpoczął w bardzo dobrej formie i zachował 4 czyste konta w pierwszych 4 spotkaniach i po meczu z Szachtarem Donieck został pierwszym bramkarzem w historii klubu, który nie tracił bramki w pięciu kolejnych meczach. Jego serię przerwał dopiero Sabin Merino w 68. minucie meczu pomiędzy Realem Madryt a Athletikiem Bilbao. Przez cały sezon utrzymyał równą formę, a Real Madryt wygrał Ligę Mistrzów 28 maja 2016 na Stadio Giuseppe Meazza w finale z Atlético Madryt po rzutach karnych 5:3. We wszystkich rozgrywkach Navas rozegrał 45 spotkań, w których zachował 22 czyste konta, a także został wybrany najlepszym bramkarzem Ligi Mistrzów 2015/16, gdzie w 11 występach nie dawał się pokonać 9-krotnie, wyrównując tym samym rekord Santiago Cañizaresa z sezonu 1999/2000. Przed Copa America Centenario zerwał ścięgno Achillesa, co uniemożliwiło mu udział w turnieju. Sezon w klubie rozpoczął z dużym opóźnieniem i prezentował się zdecydowanie poniżej, ogromnych po ostatnim sezonie, oczekiwań kibiców. Na początku kampanii 2016/17 popełnił kilka błędów, przez które jego pozycja znacznie osłabła. Do dobrej dyspozycji wrócił dopiero pod koniec kwietnia 2017, kiedy zaczął przypominać siebie sprzed roku. Jego klub zdobył 33 mistrzostwo Hiszpanii i obronił trofeum w Lidze Mistrzów.
26 maja 2018 został triumfatorem Ligi Mistrzów po raz trzeci z rzędu.
2 września 2019 roku został zawodnikiem francuskiego Paris Saint-Germain.

### Statystyki klubowe
| Klub                     | Sezon   | Kraj      | Rozgrywki                      | Mecze ligowe | Czyste Konta |
| ------------------------ | ------- | --------- | ------------------------------ | ------------ | ------------ |
| Deportivo Saprissa       | 2005/06 | Kostaryka | Primera División de Costa Rica | 2            | 0            |
| Deportivo Saprissa       | 2006/07 | Kostaryka | Primera División de Costa Rica | 3            | 0            |
| Deportivo Saprissa       | 2007/08 | Kostaryka | Primera División de Costa Rica | 15           | 5            |
| Deportivo Saprissa       | 2008/09 | Kostaryka | Primera División de Costa Rica | 27           | 9            |
| Deportivo Saprissa       | 2009/10 | Kostaryka | Primera División de Costa Rica | 27           | 13           |
| Albacete Balompié        | 2010/11 | Hiszpania | Segunda División               | 36           | 5            |
| Levante UD               | 2011/12 | Hiszpania | Primera División               | 1            | 1            |
| Levante UD               | 2012/13 | Hiszpania | Primera División               | 9            | 2            |
| Levante UD               | 2013/14 | Hiszpania | Primera División               | 37           | 17           |
| Real Madryt              | 2014/15 | Hiszpania | Primera División               | 6            | 3            |
| Real Madryt              | 2015/16 | Hiszpania | Primera División               | 34           | 13           |
| Real Madryt              | 2016/17 | Hiszpania | Primera División               | 27           | 5            |
| Real Madryt              | 2017/18 | Hiszpania | Primera División               | 27           | 7            |
| Real Madryt              | 2018/19 | Hiszpania | Primera División               | 10           | 4            |
| Paris Saint-Germain      | 2019/20 | Francja   | Ligue 1                        | 21           | 11           |
| Paris Saint-Germain      | 2020/21 | Francja   | Ligue 1                        | 29           | 16           |
| Paris Saint-Germain      | 2021/22 | Francja   | Ligue 1                        | 21           | 9            |
| Paris Saint-Germain      | 2023/24 | Francja   | Ligue 1                        | 4            | 1            |
| Nottingham Forest (wyp.) | 2022/23 | Anglia    | Premier League                 | 17           | 2            |
| Newell's Old Boys        | 2025    | Argentyna | Liga Profesional de Fútbol     | 14           | 6            |
| UNAM Pumas               | 2025    | Meksyk    | Liga MX                        | 1            | 0            |
| Ogólnie                  | Ogólnie | Ogólnie   | Ogólnie                        | 369          | 129          |

Ostatnia aktualizacja: 30 lipca 2025

## Kariera reprezentacyjna
Navas w barwach kostarykańskiej młodzieżówki brał udział w Mistrzostwach Świata U-17 w 2003 roku. W dorosłej kadrze narodowej gra od 2008 roku. Został powołany na Złoty Puchar CONCACAF 2009, gdzie wywalczył tytuł najlepszego bramkarza imprezy. Jedenastokrotnie wystąpił w eliminacjach do Mundialu 2010 – przepuścił wtedy łącznie 15 goli.
Wystąpił na Mundialu 2014, gdzie był pierwszym bramkarzem i wraz z drużyną wyszedł z grupy. W meczu 1/8 finału z Grecją, wygranym po serii rzutów karnych, został wybranym piłkarzem meczu.
W 2018 roku został powołany do kadry na Mistrzostwa Świata w Rosji, gdzie był pierwszym bramkarzem. Ostatecznie Kostaryka zdobyła jeden punkt i zajęła ostatnie miejsce w grupie za Brazylią, Szwajcarią i Serbią.

## Sukcesy

### Deportivo Saprissa
- Mistrzostwo Kostaryki: 2005/2006, 2006/2007, Invierno 2007, Verano 2008, Invierno 2008, Verano 2010
- Liga Mistrzów CONCACAF: 2005

### Real Madryt
- Mistrzostwo Hiszpanii: 2016/2017
- Superpuchar Hiszpanii: 2017
- Liga Mistrzów UEFA: 2015/2016, 2016/2017, 2017/2018
- Superpuchar Europy: 2014, 2017
- Klubowe Mistrzostwo Świata: 2014, 2016, 2017, 2018

### Paris Saint-Germain
- Mistrzostwo Francji: 2019/2020, 2021/2022, 2023/2024
- Puchar Francji: 2019/2020, 2020/2021, 2023/2024
- Puchar Ligi Francuskiej: 2019/2020
- Superpuchar Francji: 2020, 2022, 2023

### Reprezentacyjne
- Wicemistrzostwo Copa Centroamericana: 2009

### Indywidualne
- Najlepszy bramkarz Złotego Pucharu CONCACAF: 2009
- Drużyna turnieju Złoty Puchar CONCACAF: 2009
- Najlepszy bramkarz sezonu Primera División: 2013/2014
- Gracz roku CONCACAF: 2014, 2017
- Najlepszy gracz z Ameryki Łacińskiej według EFE: 2015/2016
- Bramkarz roku CONCACAF: 2016, 2017, 2018
- Drużyna roku CONCACAF: 2016, 2017, 2018
- Drużyna sezonu Ligi Mistrzów: 2017/2018
- Najlepszy bramkarz Ligi Mistrzów: 2017/2018

## Życie prywatne
Żoną Keylora jest Andrea Salas, była modelka i Miss Hawajów 2006, którą poślubił 25 grudnia 2009. Wspólnie wychowują córkę Andrei z poprzedniego związku. 28 lutego 2014 na świat przyszedł ich syn, Mateo.